# Saxifraga retusa
Saxifraga retusa — вид квіткових рослин родини ломикаменевих (Saxifragaceae). Ареал: Австрія, Болгарія, Словаччина, Франція, Італія, Польща, Румунія, Іспанія, Швейцарія.

## Екологія
Росте в ущелинах скель і на щебені в субальпійському (рідко, тільки затопленому), альпійському до субнівальному етапі; переважно на мілонітовому субстраті.

## Морфологічна характеристика
Багаторічна рослина 3–6 см заввишки, злегка сиза, з лежачими, залозистими стеблами. Пучкова рослина, що формує „подушки“. Листки супротивні, темно-зелені, в живому стані блискучі, жорсткі, оберненояйцеподібні, на 1/2 сильно загнуті, іноді війчасті лише біля основи, на зворотному боці виступаюче кілеві. Квітки по 1–2 у волоті, віночок пурпурний, у висиханні фіолетовий. Чашолистки голі. Пелюстки овально-ланцетні, загострені, 4 × 2 мм. Тичинки виходять за межі пелюстки. Плід — коробочка, явно довша за чашечку. Квітне з (травня)червня по липень.